# Jardin écologique
La notion de jardin écologique désigne divers types de jardins, publics ou privés, éventuellement jardins communautaires ou associatifs, ayant en commun d'être conçus, gérés, organisés et cultivés de manière à aussi restaurer et protéger la biodiversité et les équilibres écologiques.

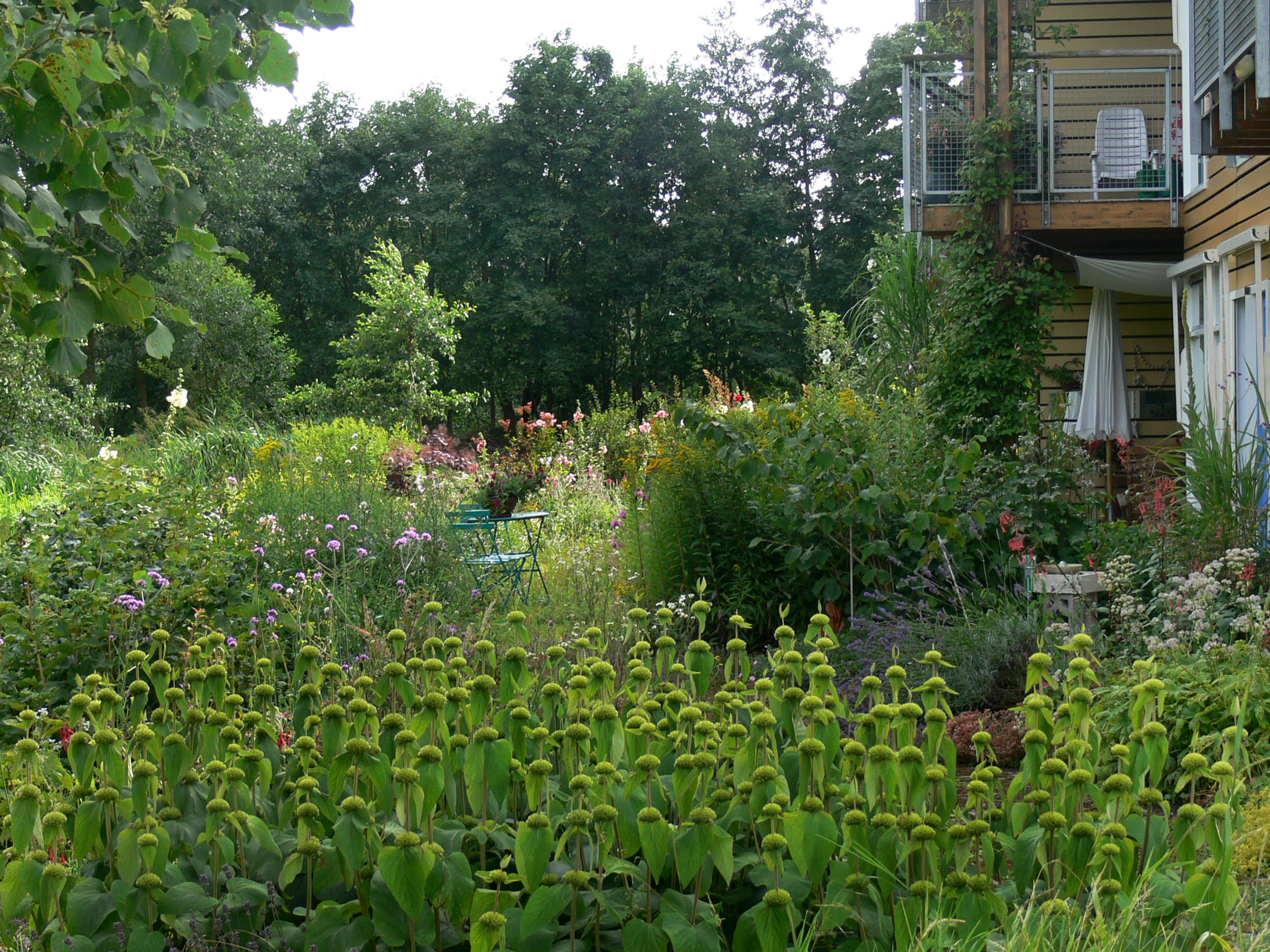
Exemple de jardin écologique semi-communautaire (une partie est privée, l'autre accessible aux habitants du quartier, avec gestion collective), dans l'écoquartier néerlandais de Eva Lanxmeer.

Le mot « écologique » rappelle que le jardinier s'appuie ici sur la science qui étudie les conditions d’existence des êtres vivants et les rapports qui s’établissent entre eux et leur environnement : l’écologie, qui devient ici une science appliquée. Le jardinier peut ainsi s'appuyer sur des auxiliaires naturels (par exemple la coccinelle qui mange les pucerons, le hérisson ou certains oiseaux (grives, etc.) qui mangent les limaces, etc.) pour contrôler les populations d'espèces susceptibles de devenir des « ravageurs » et donc des indésirables quand elles pullulent.
Pour les spécialistes, l'approche peut inclure la phytosociologie, en particulier dans un jardin botanique à vocation écologique ou pédagogique où l'on peut étudier et valoriser les associations végétales (mais un jardin de « collection botanique » n'est pas nécessairement « écologique »).

## Appellations
Le jardin écologique, modèle émergeant, possède diverses appellations insistant sur l'un ou l'autre de ses aspects : jardin punk, mettant l'accent sur la désobéissance aux modèles existants, perçus comme destructeurs pour la nature; jardin jungle, mettant l'accent sur la densité sauvage du jardin écologique, par opposition au jardin à la française (attention, ce terme renvoie parfois aussi à l'utilisation de plantes tropicales, dont l'impact écologique sous nos latitudes est controversé) ; ou simplement jardin naturel.

## Spécificités des jardins écologiques
Les jardins écologiques comportent généralement plusieurs spécificités, qui contribuent notamment à son fonctionnement global :
- Durabilité : la gestion écologique, et donc différenciée, est pratiquée pour les espaces non cultivés, et les fruits et légumes sont produits selon les principes de l'agriculture biologique, et/ou de la permaculture, avec compostage systématique des déchets verts. Le principe de la résilience écologique guide le jardinier, qui n'y utilise pas d'engrais chimiques ni pesticides de synthèse, au profit de la lutte raisonnée et de la restauration puis de l'entretien d'un équilibre écologique[4],[5] ;
- Accès à l'eau : un point d'eau, une ou plusieurs mares et des systèmes de récupération et épuration (mini-lagunage naturel) des eaux pluviales sont souvent incluses dans le jardin ;
- Préservation de la faune : des milieux de substitution aux milieux naturels sont offerts aux espèces sauvages. Ce sont, par exemple, des haies d'espèces locales, des bosquets ou buissons épars d'espèces locales, du bois mort, une zone de prairie fauchée tardivement ou une année sur deux, des plantes mellifères, un éventuel espace de sable ou de craie pour les espèces arénicoles ou calcicoles, ainsi que des nichoirs à oiseaux, chauve-souris ou insectes, des tas de bûches ou fagots pour les hérissons, etc. [2],[6];
- Absence de pollution lumineuse : l'éclairage permanent est proscrit, la faune ayant besoin d'un environnement nocturne protégé. Une minuterie ou un détecteur de présence permet un éclairage de sécurité [7] ;
- Spontanéité : dans un jardin sauvage, on privilégie le caractère spontané de la flore et de la faune (pas d'arrachage systématique des adventices, hormis lorsqu'elles sont envahissantes). Le jardin sauvage est souvent considéré comme l'une des formes possibles de jardin écologique[4],[1].

## Leviers d'action
Que le jardinier habite dans un milieu rural ou urbain, grand, limité ou "mini", il a le pouvoir de jardinier de manière plus écologique en suivant les principes suivant : 
- Pour la santé des végétaux : couvrir le sol avec paillis et compost afin de le nourrir[9],[4], installer la bonne plante au bon endroit (en fonction de la composition du sol[5], l'exposition[4], l'impact sur la biodiversité), appliquer la protection biologique intégrée[4].
- Pour la gestion des déchets : recycler ce qui n'est pas utilisable, composter les déchets verts[4].
- Pour l'usage de l'eau : poser un système d'irrigation goutte-à-goutte, récupérer l'eau de pluie pour arrosage[4].
- Pour la réduction de la pollution : remplacer les machines thermiques par des outils manuels[4], éviter la tourbe, composant principal de la plupart des terreaux[10].